# Cuvette
Cuvette é um dos 12 departamentos da República do Congo, localizado na parte central do país. Faz divisa com os departamentos de  Cuvette-Ouest, Likouala, Plateaux e Sangha, e com a República Democrática do Congo. Sua capital é a cidade de Owando.
Makoua é a segunda maior cidade do departamento, após Owando.
Em 18 de fevereiro de 1995 o departamento (região) foi dividido, dando origem a novo departamento de Cuvette-Ouest.

## Distritos
- Boundji
- Loukoléla
- Makoua
- Mossaka
- Ngoko
- Ntokou
- Owando
- Oyo
- Tchikapika